# 德尔芬·莫雷拉
德尔芬·莫雷拉·达科斯塔·里贝罗（Delfim Moreira da Costa Ribeiro，1868年11月7日—1920年7月1日），巴西政治家，他出生于米纳斯吉拉斯州，在1918年当选副总统。由于当选总统阿尔维斯病重未能就任他在1918年11月15日代任总统，但莫雷拉也遭受心理问题，权力留给他的部长们。按照宪法，他在1919年呼吁选举，并返回副总统职位直到他去世。